# Hôtel Terminus (Lyon)
Pour les articles homonymes, voir Hôtel Terminus.
Le Mercure Lyon Centre Château Perrache précédemment Château Perrache précédemment encore Hôtel Terminus, est un hôtel appartenant au groupe Accor construit en 1905. Il se trouve cours de Verdun dans le 2e arrondissement de Lyon.

## Histoire

### Origines
Vers 1902, la Compagnie des chemins de fer de Paris à Lyon et à la Méditerranée décide de doter la gare de Lyon-Perrache d'un hôtel. L'hôtel est construit à l'emplacement de l'ancienne brasserie Rinck. Georges Chedanne, auteur du Palace-Hôtel de Monte-Carlo et d´Ostende (1899), de l'Élysée Palace Hôtel à Paris et de l'ambassade de France en Autriche, est choisi. Il est assisté par un architecte lyonnais, M. Curieux. L'hôtel est terminé en 1906. Cet établissement de luxe accueillant la clientèle fortunée arrivant par la gare de Lyon-Perrache, les décors intérieurs de style Art nouveau sont confiés à des artistes renommés comme les peintres Henri Martin et Ernest Laurent ou le sculpteur Edgar Boutry. L'ébéniste Louis Majorelle a peut-être également participé (marquises protégeant les entrées nord et sud de l'hôtel et le lambris des salons). Afin d'améliorer l'isolation phonique, l'hôtel est le lieu de diverses expérimentations (brique de liège ; double couche de briques en mâchefer, séparées l'une de l'autre par un matelas d'air, dans les cloisons des chambres et des corridors).

### Seconde Guerre mondiale
Au cours de la Seconde Guerre mondiale, l'hôtel devient (entre novembre 1942 et l'année 1943) le siège de la gestapo lyonnaise. Il accueille notamment la section IV de Klaus Barbie chargée de la lutte contre la Résistance. L'hôtel est également, et pour cette raison, à l'origine du titre du documentaire de Marcel Ophüls : Hôtel Terminus.

### Seconde partie duXXesiècle
En 1959, l'établissement est l’objet d'une première rénovation. Certains décors, comme le plafond de la salle à manger, sont alors détruits.
En 1982, la SNCF, propriétaire de l'hôtel depuis l'incorporation de la Compagnie PLM, transfère la concession de l'hôtel à sa filière Frantour. Du fait de l'ouverture de la gare de Lyon-Part-Dieu en 1983, qui devient la plus importante de la ville, l'activité de l'établissement décline. De plus, la construction du Centre d'échanges de Perrache dans les années 1970 a isolé l'établissement, coincé entre l'autoroute et les voies ferrées, et a détérioré son image.
Racheté en août 1986 par le « groupe Société des Hôtels de Bourgogne », l'hôtel est restauré de 1987 à 1989. En octobre 1989, l'hôtel Terminus est intégré à la chaîne Pullman et est renommé en conséquence Pullman Perrache. Puis il est rebaptisé Hôtel Château Perrache quand il passe sous l'enseigne Grand Hôtel Mercure.

## Protection
L'édifice est classé et inscrit aux monuments historiques depuis le 24 novembre 1997. Il est également Label Patrimoine du XXe siècle » depuis 2003,.
Sont inscrits les façades et toitures de l'hôtel.
Sont classés :
- le hall d'entrée donnant sur le cours de Verdun ;
- au premier étage, l'ancien salon de lecture (actuel hall de réception), l'ancien salon des Saisons (actuelle salle à manger « les Belles Saisons »), l'ancien salon « Crinoline » (actuel salon Emile Gallé), l'ancien bureau du directeur (actuel salon Majorelle), ainsi que le couloir distribuant ces pièces.

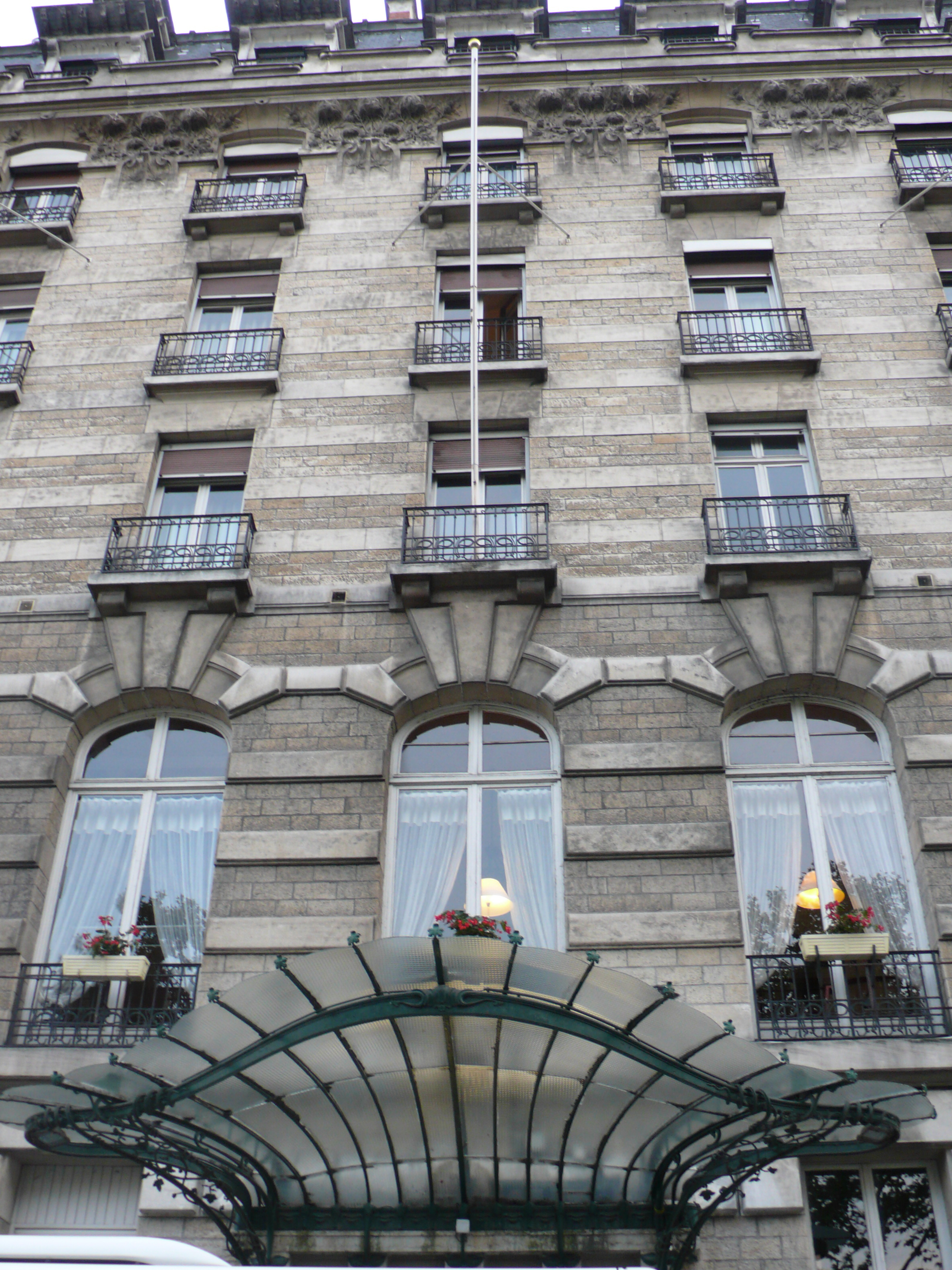
Marquise côté nord (cours de Verdun)
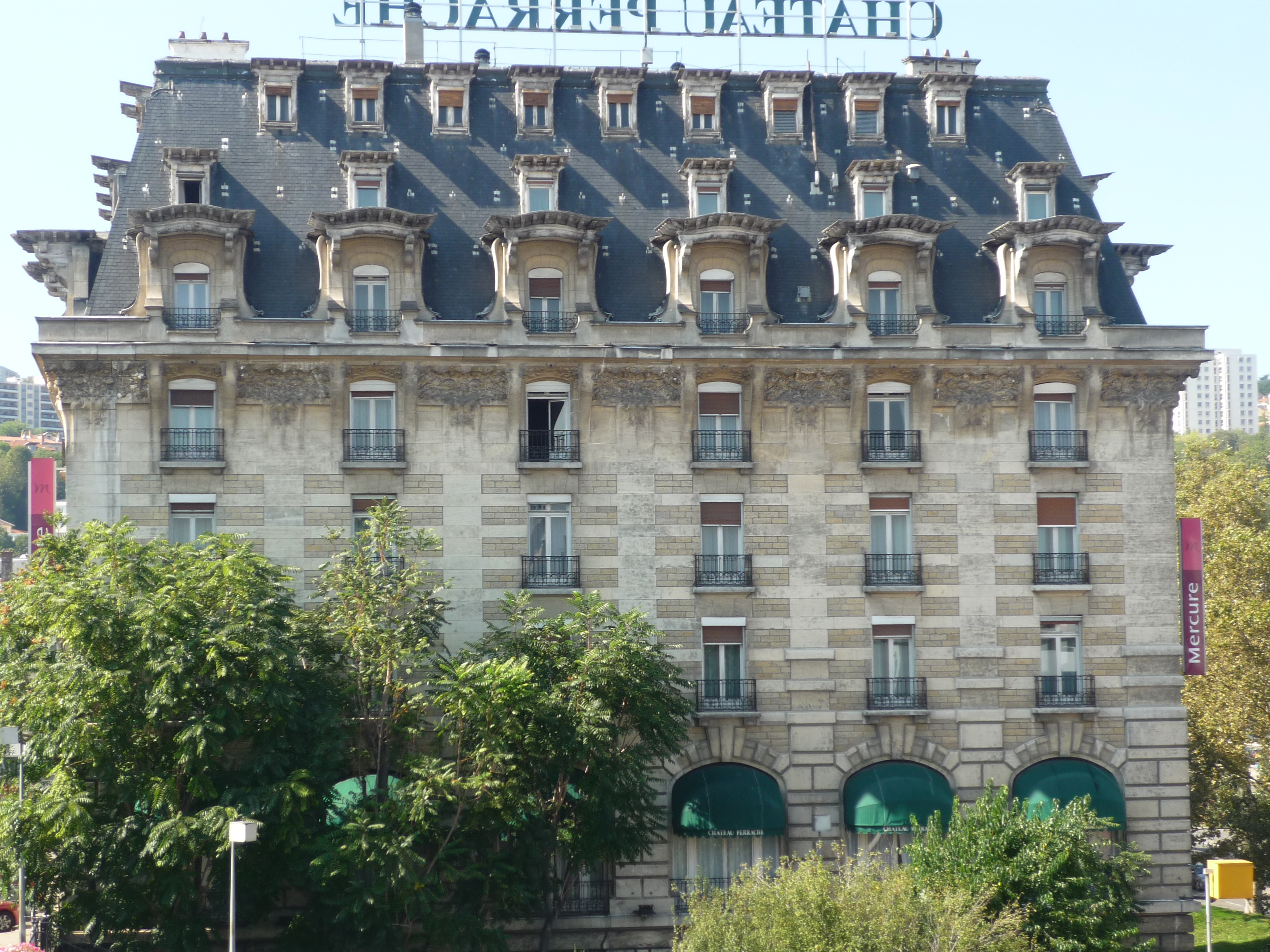
Façade est